# Terque
Terque es una localidad y municipio español situado en la parte oriental de la comarca de la Alpujarra Almeriense, en la provincia de Almería, comunidad autónoma de Andalucía. Limita con los municipios de Alhabia, Alhama de Almería, Alicún, Huécija, Bentarique, Alsodux, Instinción, Felix y Enix. Cuenta con una población de 384 habitantes (INE 2024). En su término desemboca el río Nacimiento en el Andarax.
El municipio terqueño comprende únicamente el núcleo de población de Terque —capital municipal—, así como el diseminado de El Aceitero.
Una parte de su término lo ocupa el parque natural de Sierra Nevada.

## Toponimia
Terque hoy se asienta sobre los terrenos de la antigua Marchena. El origen del nombre de Marchena procede de la romana villa de Marcius, que en época musulmana pasaría a ser conocido como Marshana. Junto a esta localidad surgió una alquería llamada Terque.

## Geografía física

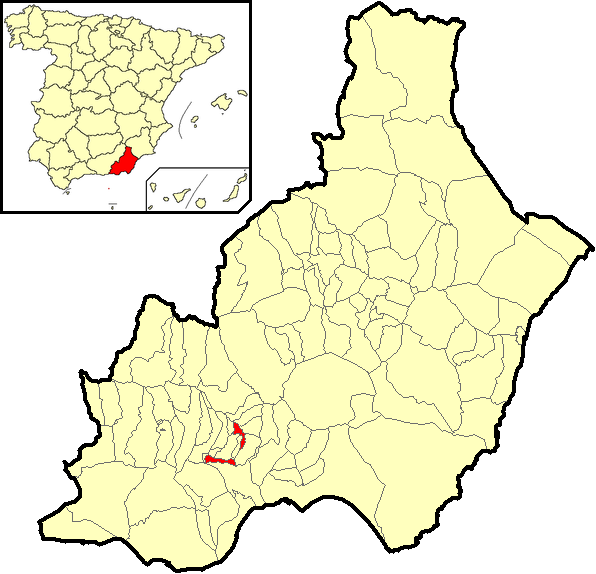
Extensión del municipio en la provincia de Almería

Terque se asienta geológicamente en la cuenca neógena del valle del río Andarax, con materiales de los complejos nevado-filábride y alpujárride. Sus coordenadas geográficas son 36° 59′ N, 2° 35′ O.  La localidad está ubicada a 27 kilómetros de la capital provincial, a 133 de Granada, a 189 de Jaén y a 235 de Murcia.
| Noroeste: Bentarique y Alsodux                 | Norte: Alsodux | Nordeste: Alsodux y Alhabia       |
| Oeste: Bentarique, Huécija y Alicún            |                | Este: Alhabia y Alhama de Almería |
| Suroeste: Bentarique, Instinción, Felix y Enix | Sur: Enix      | Sureste: Enix y Alhama de Almería |

### Riesgos naturales
El municipio de Terque todavía no cuenta con un PTEL que cumpla con la Ley 5/2010 sobre autonomía local.

## Historia

### Prehistoria y Edad Antigua
El primer asentamiento cultural de Terque es probable que se remonte a la Prehistoria, cuyo poblado de cuevas milenarias se halla en el entorno que encontraron los ocupantes de los Millares, herederos de la cultura Neolítica. Pero antes que Terque fue Marchena, un cerro también conocido popularmente como cerro del Libro; de importancia estratégica será testigo directo y emplazamiento de sucesivas culturas a lo largo de los siglos.

### Edad Media
En la Edad Media, Marchena es musulmana (Marshana) y se inscribe dentro de la actividad colonizadora y fundación en el territorio Urs Al-Yaman de unos 20 castillos (Urs Al-Yaman es el nombre generalizado de la comarca de Pechina en el siglo XI; significa Urcí de los Yemeníes o tierra dada a los Yemeníes), configurándose Marchena con el tiempo, como la fortaleza más importante de la comarca. A partir del siglo XIII, al formarse el Reino de Granada Marchena dará nombre a una taha (nueva unidad administrativa en la que dividieron los nazaríes todo el territorio alpujarreño).

### Edad Moderna
Después de la rendición de Baza y la capitulación de Almería, la Taha de Marchena fue convertida en señorío, pasando a manos de Gutierre de Cárdenas y Chacón a quien se le entregó como recompensa, siguiendo la costumbre de los Reyes Católicos de ceder señoríos a los nobles que participaron en la Reconquista.
Los diez lugares que componían la taha de Marchena ahora convertida en señorío eran: Zodun (Alsodux), Alhabiati (Alhabia), Terque, Bentarico (Bentarique), Ylar (Íllar), Alhama, Estancihun (Instinción), Rágol, Alicún (posiblemente un barrio de Huécija) y Guezixa, (Huécija) que quedó como la capital y fue elevada a la categoría de villa junto con Terque. 
Al destruirse la fortaleza de Marchena con el terremoto de 1522, la villa de Marchena fue progresivamente desapareciendo y su población se fue repartiendo entre Terque y Huécija.
Algunos hidalgos se instalan en la localidad construyéndose para ellos edificaciones de nuevo estilo de las que se conservan en la actualidad algunas, como las casas de los Santiesteban, los Paniagua y los Porras. 
Lo más característico de este siglo en Terque son las sucesivas rebeliones de los moriscos quienes, tras la rebelión final de 1568 y capitaneados por Abén Humeya, de linaje califal, son derrotados y expulsados definitivamente por la Pragmática de Felipe II en 1570. Con la expulsión de los moriscos, Terque queda despoblado y desmantelado, recuperándose a partir del siglo XVIII en que consigue estabilizar su demografía y economía gracias mayormente al cultivo de la uva de Ohanes que se extendería por todo el valle del Andarax a partir del siglo XIX.

### Edad Contemporánea
El siglo XIX se inicia con el liberalismo y la abolición de los señoríos en 1835, siendo el hecho más significativo para Terque el nuevo régimen de independencia que lo convertirá en un municipio, tras la abolición del señorío de Maqueda y Arcos (en 1656), al quedar Bernardino de Cárdenas sin sucesión, el señorío pasa al duque de Arcos.

## Geografía humana

### Organización territorial
Además de la cabecera municipal, Terque carece de cualquier otro núcleo de población.

### Demografía
Cuenta con una población de 384 habitantes (INE 2024).
| Gráfica de evolución demográfica de Terque entre 1842 y 2021                                                          |
| |
| Población de derecho según los censos de población del INE. Población de hecho según los censos de población del INE. |

### Economía

#### Evolución de la deuda viva municipal
| Gráfica de evolución de Deuda viva del Ayuntamiento de Terque entre 2008 y 2019                                |
| |
| Deuda viva del Ayuntamiento de Terque en miles de Euros según datos del Ministerio de Hacienda y Ad. Públicas. |

## Política

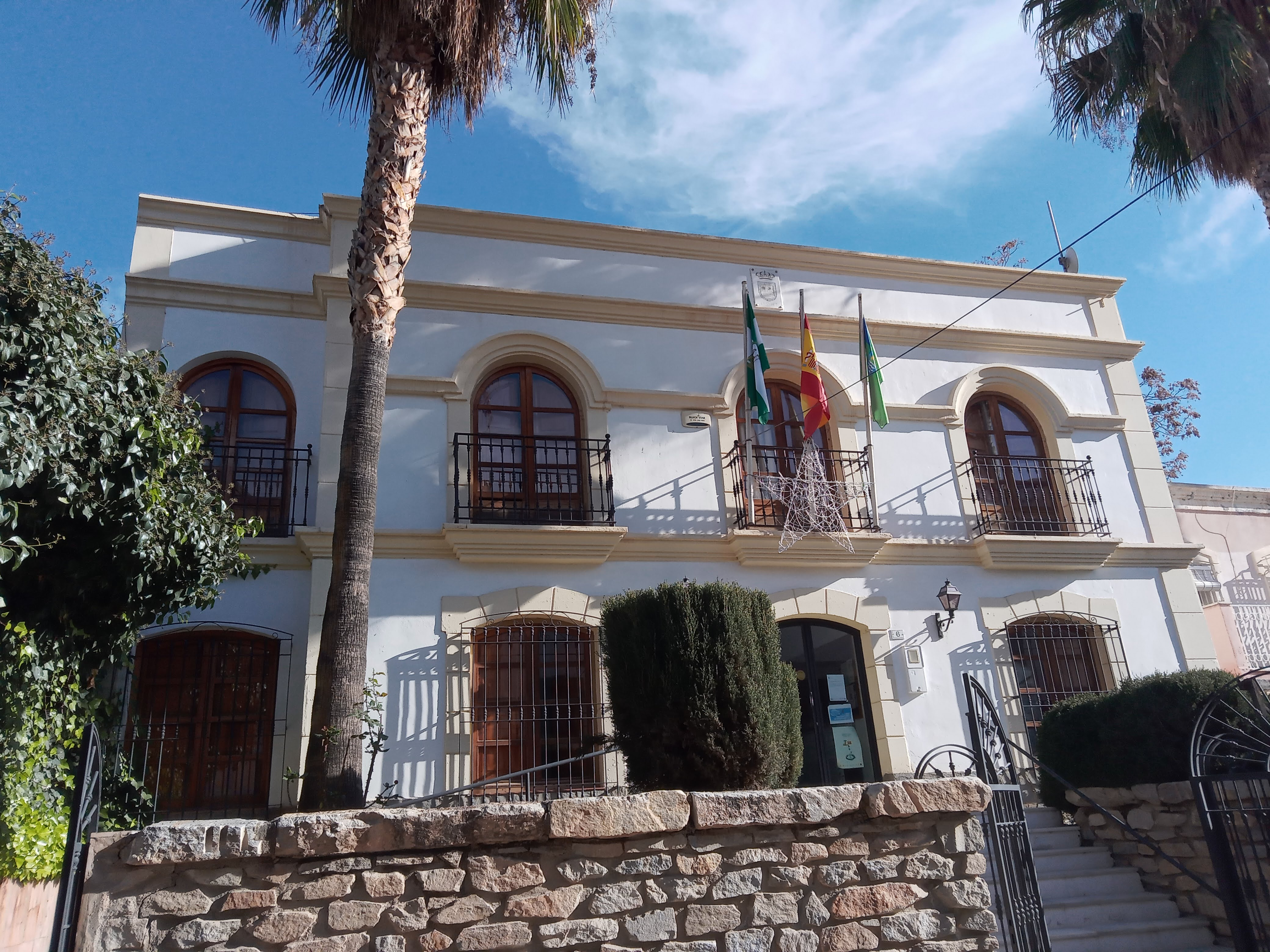
Casa consistorial de Terque

### Alcaldes
| Periodo   | Nombre                     | Partido                 |
| --------- | -------------------------- | ----------------------- |
| 1979-1983 | Antonio López Llobregat    | Agrupación de Electores |
| 1983-1987 | Antonio López Llobregat    | Independientes          |
| 1987-1991 | Joaquín Navarro García     | PSOE                    |
| 1991-1995 | Joaquín Navarro García     | PSOE                    |
| 1995-1999 | Joaquín Navarro García     | PSOE                    |
| 1999-2003 | Joaquín Navarro García     | PSOE                    |
| 2003-2007 | Baldomero Cadenas Gilart   | PSOE                    |
| 2007-2011 | Baldomero Cadenas Gilart   | PSOE                    |
| 2011-2015 | Baldomero Cadenas Gilart   | PSOE                    |
| 2015-2019 | José Nicolás Ayala Amate   | PSOE                    |
| 2019-2023 | José Nicolás Ayala Amate   | PSOE                    |
| 2023-act. | José Daniel Herrada Chueco | PSOE                    |

## Servicios públicos

### Educación
Existe un colegio rural en Terque, el CPR Azahar, compartido con los municipios de Alboloduy, Bentarique y Santa Fe de Mondújar.

### Sanidad
El municipio cuenta con un consultorio auxiliar, dependiente del Hospital Universitario Torrecárdenas, abierto de lunes a viernes.

## Cultura

### Patrimonio
Civil

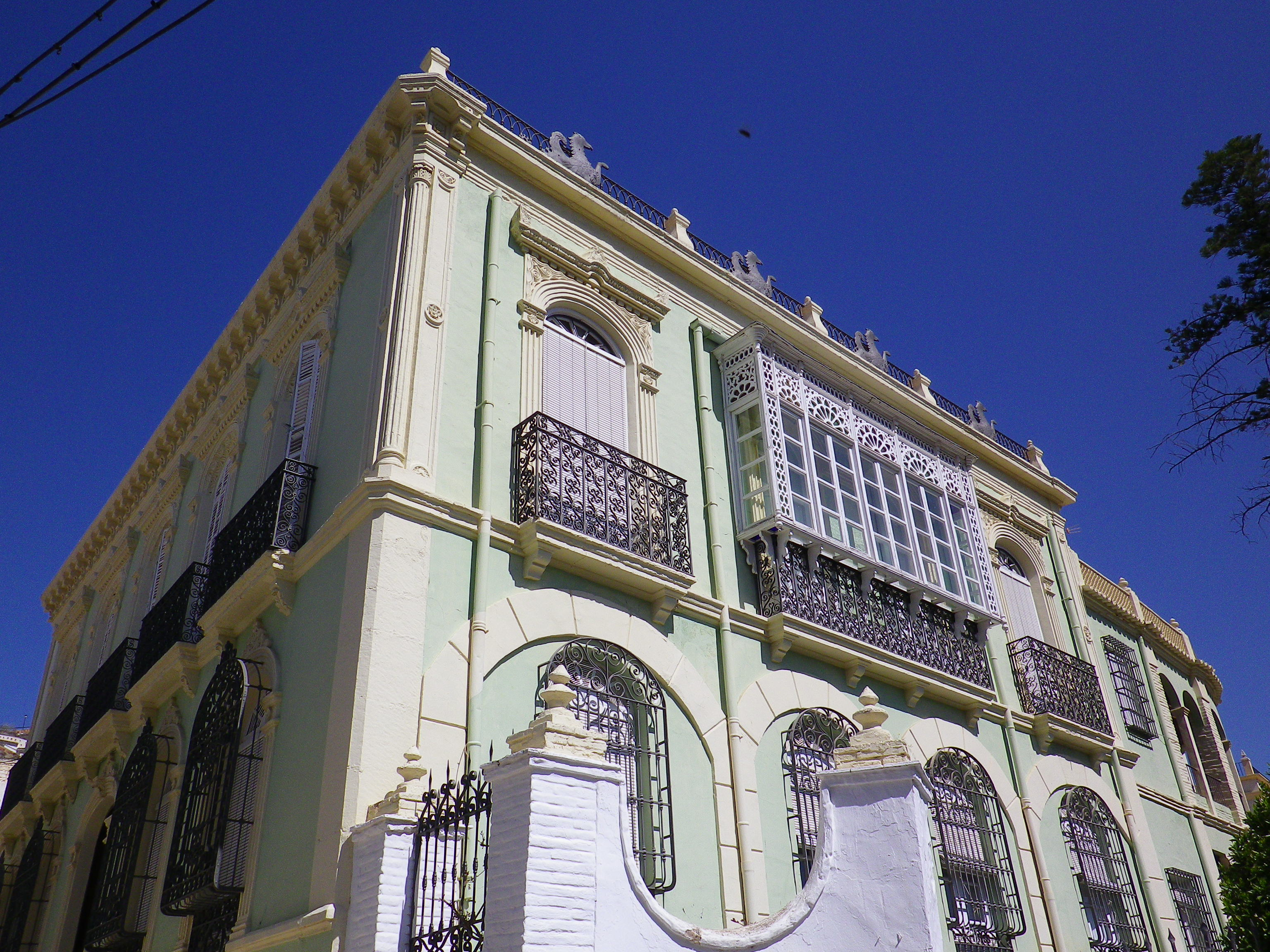
Casa de los Caballitos
Construcción burguesa de finales del siglo XIX. Sobresale esta construcción entre todas las demás, y se llama así por los animales que coronan su cornisa, que no son caballitos, sino grifos (animales fantásticos con cabeza y alas de águila y cuerpo y garras de león).
- Casa de Juan de Austria

Casa donde se dice que durmió Juan de Austria cuando vino a Terque para sofocar la rebelión morisca.
Militar
- Castillo del cerro de Marchena

Construcción musulmana situada en el cerro de Marchena o cerro del Libro, situado en la linde con Huécija. Del castillo quedan sólo unos vestigios (casi desaparecidos) por un terremoto. Fue declarado Bien de Interés Cultural con la categoría de monumento (código 409 10003). Bajo la protección de la Declaración genérica del Decreto de 22 de abril de 1949, y la Ley 16/1985 sobre el Patrimonio Histórico Español.
- Fortaleza del cerro de la Matanza

Bajo la protección de la Declaración genérica del Decreto de 22 de abril de 1949 y la Ley 16/1985 sobre el Patrimonio Histórico Español. En 1993 la Junta de Andalucía otorgó un reconocimiento especial a los castillos de la comunidad autónoma.
Religioso
Iglesia de Terque
Iglesia edificada a finales del siglo XVI sobre las ruinas de la anterior que ardió durante la rebelión de los moriscos. Está dedicada al Apóstol Santiago. 
Es de estilo mudéjar y del tipo de iglesia que tiene diferenciada la capilla mayor por un arco toral de la nave y la cubierta es de madera. El templo tiene añadidos posteriores como el altar churrigueresco y la capilla barroca dedicada a la Virgen del Rosario, patrona del pueblo.

#### Ermita de ánimas

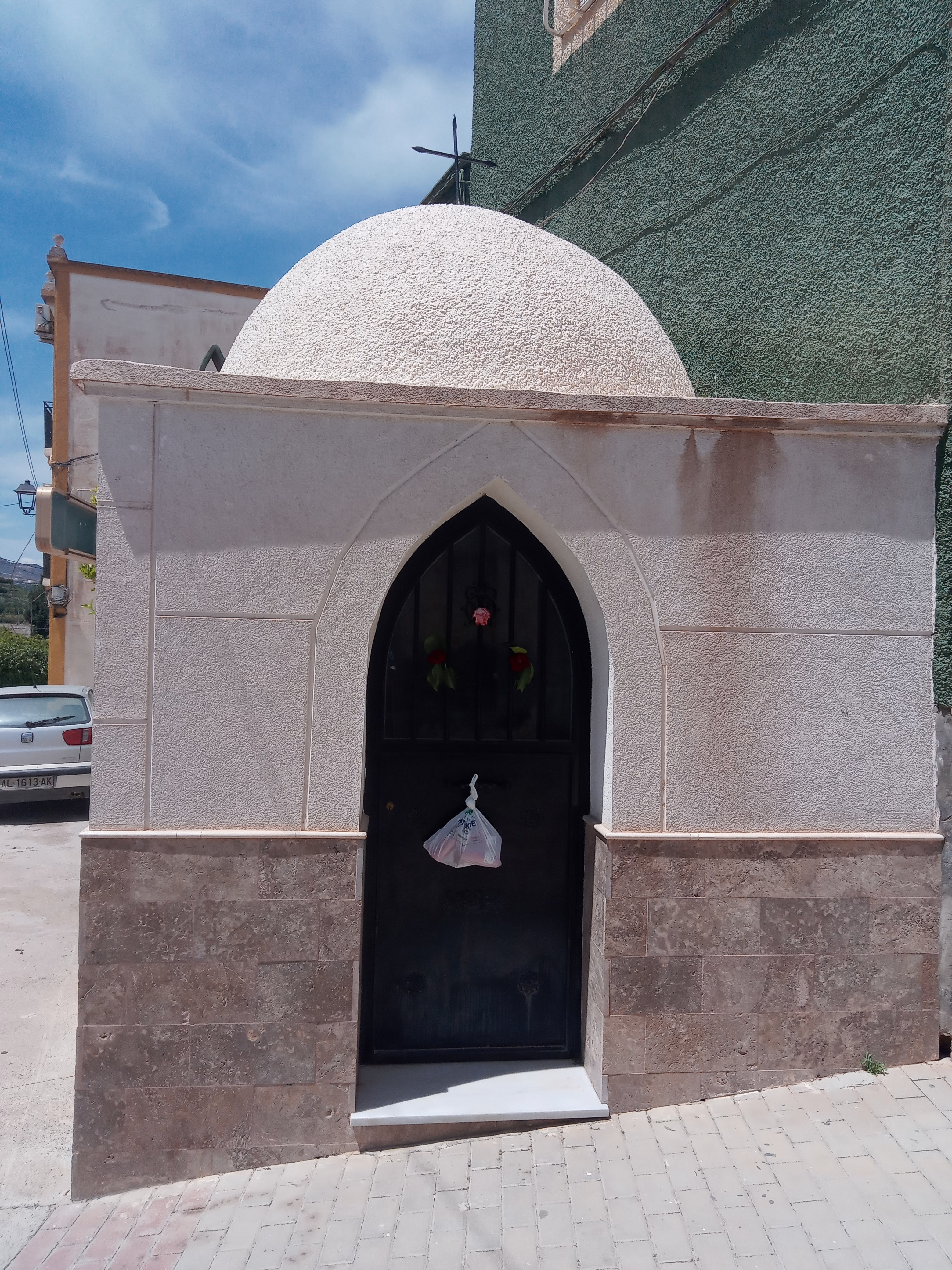

Ubicada en la zona más al sur del pueblo, junto a una de las antiguas entradas, la ermita de ánimas de Terque presenta forma de qubba con un techo de media naranja. Se tiene constancia de que una ermita de ánimas ya ocupaba el mismo lugar que la actual hacia el año 1801, aunque fue destruida durante la guerra civil española y posteriormente reerigida siguiendo el mismo estilo.

### Entidades culturales
Museos

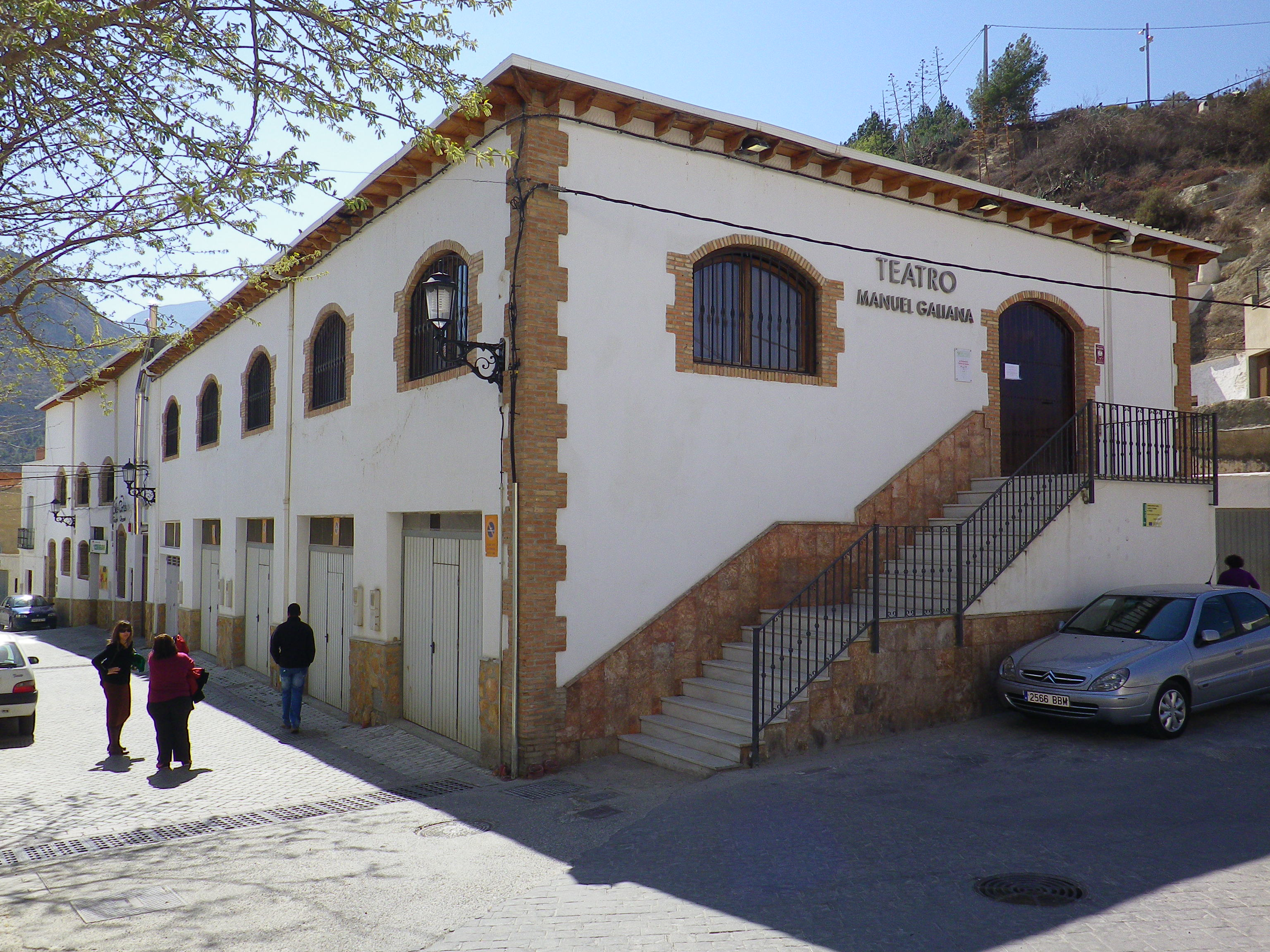
Teatro Manuel Galiana. Sede del Museo Provincial de la Uva del Barco

El municipio de Terque cuenta con un total de cinco espacios museísticos distribuidos a lo largo de diversas instalaciones, se pueden visitar durante las visitas guiadas que realiza la Asociación Amigos de los Museos de Terque. 
- Museo Etnográfico de Terque
- Museo Provincial de la Uva del Barco
- La Modernista. Tienda de tejidos
- Museo de la Escritura popular
- Cueva de San José[11][12]

Salas de cine y teatro
- Teatro Manuel Galiana

### Patrimonio cultural inmaterial
Festividades
- Primer domingo de octubre fiestas de la Patrona de Terque (Virgen del Rosario).
- Marzo, fiesta de San José.
- Mayo, fiestas de las cruces de Mayo y Romería de San Isidro Labrador.
- Primer fin de semana de agosto, Feria de Terque, en honor a Santiago Apóstol.

## Deporte
Un bando municipal constata que en 1830 se jugaba al frontón en la localidad.